# Stazione meteorologica di Grazzanise Aeroporto
La stazione meteorologica di Grazzanise Aeroporto è la stazione meteorologica di riferimento per il servizio meteorologico dell'Aeronautica Militare e per l'Organizzazione Mondiale della Meteorologia, relativa all'omonima località della Campania.

## Caratteristiche
La stazione meteo si trova nell'Italia meridionale, in provincia di Caserta, nel comune di Grazzanise, a 10 metri s.l.m. e alle coordinate geografiche 41°03′37.1″N 14°04′43.49″E.

## Medie climatiche ufficiali

### Dati climatologici 1971-2000
In base alle medie climatiche del periodo 1971-2000, le più recenti in uso, la temperatura media del mese più freddo, gennaio, è di +8,2 °C, mentre quella del mese più caldo, agosto, è di +24,1 °C; mediamente si contano 18 giorni di gelo all'anno e 39 giorni con temperatura massima uguale o superiore ai +30 °C. I valori estremi di temperatura registrati nel medesimo trentennio sono i -6,4 °C del febbraio 1993 e i +39,5 °C dell'agosto 1981.
Le precipitazioni medie annue si attestano a 862 mm, mediamente distribuite in 81 giorni di pioggia, con minimo in estate, picco massimo in autunno e massimo secondario in inverno.
L'umidità relativa media annua fa registrare il valore di 74,3 % con minimi di 71 % a giugno, luglio e ad agosto  e massimi di 78 % a novembre e a dicembre; mediamente si contano 37 giorni di nebbia all'anno.
Di seguito è riportata la tabella con le medie climatiche e i valori massimi e minimi assoluti registrati nel trantennio 1971-2000 e pubblicati nell'Atlante Climatico d'Italia del Servizio Meteorologico dell'Aeronautica Militare relativo al medesimo trentennio.
| Grazzanise Aeroporto (1971-2000) | Mesi        | Mesi        | Mesi        | Mesi        | Mesi        | Mesi        | Mesi        | Mesi        | Mesi        | Mesi        | Mesi        | Mesi        | Stagioni | Stagioni | Stagioni | Stagioni | Anno  |
| Grazzanise Aeroporto (1971-2000) | Gen         | Feb         | Mar         | Apr         | Mag         | Giu         | Lug         | Ago         | Set         | Ott         | Nov         | Dic         | Inv      | Pri      | Est      | Aut      | Anno  |
| -------------------------------- | ----------- | ----------- | ----------- | ----------- | ----------- | ----------- | ----------- | ----------- | ----------- | ----------- | ----------- | ----------- | -------- | -------- | -------- | -------- | ----- |
| T. max. media (°C)               | 12,9        | 13,6        | 15,7        | 18,1        | 22,9        | 26,5        | 29,5        | 30,2        | 26,8        | 22,1        | 17,1        | 13,8        | 13,4     | 18,9     | 28,7     | 22,0     | 20,8  |
| T. min. media (°C)               | 3,4         | 3,5         | 4,9         | 7,0         | 11,0        | 14,7        | 17,3        | 17,9        | 15,3        | 11,6        | 7,3         | 4,5         | 3,8      | 7,6      | 16,6     | 11,4     | 9,9   |
| T. max. assoluta (°C)            | 20,2 (1971) | 22,2 (1990) | 26,8 (1981) | 27,0 (1983) | 32,8 (1977) | 37,8 (1982) | 39,0 (1987) | 39,5 (1981) | 37,4 (1982) | 30,8 (2000) | 24,4 (1992) | 21,8 (1989) | 22,2     | 32,8     | 39,5     | 37,4     | 39,5  |
| T. min. assoluta (°C)            | −6,0 (1987) | −6,4 (1993) | −5,2 (1987) | −1,4 (1987) | 1,8 (1993)  | 3,6 (1990)  | 10,0 (1991) | 10,6 (1990) | 6,0 (1979)  | −0,4 (1978) | −3,6 (1981) | −4,6 (1988) | −6,4     | −5,2     | 3,6      | −3,6     | −6,4  |
| Giorni di calura (Tmax ≥ 30 °C)  | 0           | 0           | 0           | 0           | 0           | 4           | 13          | 18          | 4           | 0           | 0           | 0           | 0        | 0        | 35       | 4        | 39    |
| Giorni di gelo (Tmin ≤ 0 °C)     | 8           | 6           | 3           | 1           | 0           | 0           | 0           | 0           | 0           | 1           | 3           | 6           | 20       | 4        | 0        | 4        | 28    |
| Precipitazioni (mm)              | 84,2        | 79,5        | 68,6        | 79,1        | 43,4        | 24,4        | 19,4        | 37,2        | 79,2        | 118,8       | 132,3       | 95,7        | 259,4    | 191,1    | 81,0     | 330,3    | 861,8 |
| Giorni di pioggia                | 8           | 8           | 8           | 9           | 5           | 3           | 2           | 3           | 6           | 9           | 10          | 10          | 26       | 22       | 8        | 25       | 81    |
| Giorni di nebbia                 | 10          | 6           | 4           | 4           | 5           | 2           | 1           | 1           | 1           | 2           | 2           | 4           | 20       | 13       | 4        | 5        | 42    |
| Umidità relativa media (%)       | 77          | 74          | 74          | 75          | 74          | 71          | 71          | 71          | 72          | 76          | 78          | 78          | 76,3     | 74,3     | 71       | 75,3     | 74,3  |

### Dati climatologici 1961-1990
In base alla media trentennale di riferimento 1961-1990, ancora in uso per l'Organizzazione meteorologica mondiale e definita Climate Normal (CLINO), la temperatura media del mese più freddo, gennaio, si attesta a +8,0 °C; quella del mese più caldo, agosto, è di +23,6 °C; mediamente, si registrano 17 giorni di gelo all'anno. Nel medesimo trentennio, la temperatura minima assoluta ha toccato i -6,0 °C nel gennaio 1987, mentre la massima assoluta ha fatto registrare i +39,5 °C nell'agosto 1981.
La nuvolosità media annua si attesta a 3,7 okta giornalieri, con minimo in luglio di 2,2 okta giornalieri e massimi di 4,6 okta giornalieri a febbraio, marzo e aprile.
Le precipitazioni medie annue si attestano attorno ai 900 mm, distribuite mediamente in 83 giorni, con un minimo in estate ed un picco in autunno-inverno.
L'umidità relativa fa registrare un valore medio annuo del 74,2% con minimo del 70% in agosto e massimi del 78% a dicembre e a gennaio.
Il vento fa registrare una velocità media annua di 3,9 m/s, con minimi di 3,7 m/s a settembre ed ottobre e massimo di 4,2 m/s a febbraio; le direzioni prevalenti sono di grecale tra ottobre e marzo e di ponente tra aprile e settembre
| Grazzanise Aeroporto (1961-1990) | Mesi        | Mesi        | Mesi        | Mesi        | Mesi        | Mesi        | Mesi        | Mesi        | Mesi        | Mesi        | Mesi        | Mesi        | Stagioni | Stagioni | Stagioni | Stagioni | Anno  |
| Grazzanise Aeroporto (1961-1990) | Gen         | Feb         | Mar         | Apr         | Mag         | Giu         | Lug         | Ago         | Set         | Ott         | Nov         | Dic         | Inv      | Pri      | Est      | Aut      | Anno  |
| -------------------------------- | ----------- | ----------- | ----------- | ----------- | ----------- | ----------- | ----------- | ----------- | ----------- | ----------- | ----------- | ----------- | -------- | -------- | -------- | -------- | ----- |
| T. max. media (°C)               | 12,7        | 13,6        | 15,6        | 18,4        | 22,8        | 26,4        | 29,4        | 29,7        | 26,6        | 22,2        | 17,2        | 13,7        | 13,3     | 18,9     | 28,5     | 22,0     | 20,7  |
| T. min. media (°C)               | 3,3         | 3,9         | 5,5         | 7,3         | 11,0        | 14,6        | 17,0        | 17,4        | 15,1        | 11,6        | 7,4         | 4,7         | 4,0      | 7,9      | 16,3     | 11,4     | 9,9   |
| T. max. assoluta (°C)            | 21,8 (1965) | 22,2 (1990) | 26,8 (1981) | 27,0 (1983) | 32,8 (1977) | 37,8 (1982) | 39,0 (1987) | 39,5 (1981) | 37,4 (1982) | 30,6 (1990) | 25,4 (1968) | 21,8 (1989) | 22,2     | 32,8     | 39,5     | 37,4     | 39,5  |
| T. min. assoluta (°C)            | −6,0 (1987) | −4,2 (1965) | −5,2 (1987) | −1,4 (1987) | 1,4 (1970)  | 6,6 (1990)  | 10,4 (1980) | 10,6 (1990) | 6,0 (1979)  | −0,4 (1978) | −3,6 (1981) | −4,6 (1988) | −6,0     | −5,2     | 6,6      | −3,6     | −6,0  |
| Giorni di gelo (Tmin ≤ 0 °C)     | 6           | 5           | 2           | 0           | 0           | 0           | 0           | 0           | 0           | 0           | 1           | 3           | 14       | 2        | 0        | 1        | 17    |
| Nuvolosità (okta al giorno)      | 4,3         | 4,6         | 4,6         | 4,6         | 4,1         | 3,2         | 2,2         | 2,3         | 2,9         | 3,4         | 4,0         | 4,3         | 4,4      | 4,4      | 2,6      | 3,4      | 3,7   |
| Precipitazioni (mm)              | 103,5       | 81,3        | 72,2        | 69,2        | 43,8        | 28,2        | 18,6        | 47,1        | 77,5        | 117,5       | 136,0       | 103,4       | 288,2    | 185,2    | 93,9     | 331,0    | 898,3 |
| Giorni di pioggia                | 9           | 9           | 8           | 9           | 5           | 3           | 2           | 4           | 6           | 8           | 10          | 10          | 28       | 22       | 9        | 24       | 83    |
| Umidità relativa media (%)       | 78          | 76          | 74          | 75          | 74          | 72          | 71          | 70          | 71          | 74          | 77          | 78          | 77,3     | 74,3     | 71       | 74       | 74,2  |
| Vento (direzione-m/s)            | NE 4,0      | NE 4,2      | NE 4,1      | W 4,1       | W 3,9       | W 4,0       | W 3,9       | W 3,8       | W 3,7       | NE 3,7      | NE 3,8      | NE 4,1      | 4,1      | 4,0      | 3,9      | 3,7      | 3,9   |

## Temperature estreme mensili dal 1961 ad oggi
Nella tabella sottostante sono riportate le temperature massime e minime assolute mensili, stagionali ed annuali dal 1961 ad oggi, con il relativo anno in cui si queste si sono registrate. La massima assoluta del quarantennio esaminato di +39,5 °C risale all'agosto 1981, mentre la minima assoluta di -6,4 °C è del febbraio 1993.
| Grazzanise Aeroporto (1961-2023) | Mesi        | Mesi        | Mesi        | Mesi        | Mesi        | Mesi        | Mesi        | Mesi        | Mesi        | Mesi        | Mesi        | Mesi        | Stagioni | Stagioni | Stagioni | Stagioni | Anno |
| Grazzanise Aeroporto (1961-2023) | Gen         | Feb         | Mar         | Apr         | Mag         | Giu         | Lug         | Ago         | Set         | Ott         | Nov         | Dic         | Inv      | Pri      | Est      | Aut      | Anno |
| -------------------------------- | ----------- | ----------- | ----------- | ----------- | ----------- | ----------- | ----------- | ----------- | ----------- | ----------- | ----------- | ----------- | -------- | -------- | -------- | -------- | ---- |
| T. max. assoluta (°C)            | 21,8 (1965) | 22,2 (1990) | 26,8 (1981) | 30,4 (2013) | 35,8 (2008) | 39,4 (2022) | 39,0 (1987) | 39,5 (1981) | 37,4 (1982) | 31,2 (2000) | 28,0 (2004) | 21,8 (1989) | 22,2     | 35,8     | 39,5     | 37,4     | 39,5 |
| T. min. assoluta (°C)            | −6,0 (1987) | −6,4 (1993) | −5,2 (1987) | −4,2 (2003) | 1,4 (1970)  | 6,6 (1990)  | 10,0 (1991) | 10,6 (1990) | 6,0 (1979)  | −0,4 (1978) | −3,6 (1981) | −6,0 (2010) | −6,4     | −5,2     | 6,6      | −3,6     | −6,4 |